# Gente de Montes de Oca
La Coalición Gente de Montes de Oca es una coalición electoral de Costa Rica. Conformada por los partidos nacionales Acción Ciudadana, Frente Amplio, Patria Nueva, Alianza Patriótica y el cantonal Partido Humanista de Montes de Oca para participar en las elecciones municipales de 2016 en el cantón de Montes de Oca. El partido postuló al pacsista Marcel Soler, estudiante de la Universidad de Costa Rica de 25 años, cuya candidatura resultó victoriosa. Obtuvo también dos regidores en el Concejo Municipal de Montes de Oca, los síndicos de los cuatro distritos y varios concejales.
Posteriormente para las elecciones de 2020 se saldrían el Frente Amplio, Alianza Patriótica y Patria Nueva, pero ingresarían los recién fundados Gente y VAMOS.

## Autoridades electas
Regidores
Durante las elecciones del periodo 2016-2020 los regidores que obtuvieron fueron los siguientes:
- Mario Alberto Ruiz Salas, propietario
- Elizabeth Cardozo Cardozo, propietaria
- Jorge Antonio Mora Portuguez, suplente
- Leila Marcela Sánchez Cortes, suplente

Síndicos y Concejales
San Pedro
- Israel Gutiérrez Vila, síndico
- Marjorie Esquivel Peréz, síndica suplente
- Carmen María Rojas González, concejal propietario
- Viviana María Acosta Gurdian, concejal suplente

Sabanilla
- Carolina Monge Castilla, síndica
- Francisca Raventos Vorst, concejal propietario
- Irene Ávalos Monge, concejal suplente

Mercedes
- Aracelly Salas Salas, síndica
- David Gaspar Zúñiga, síndico suplente
- Viviana Rovira Maruri, concejal propietario
- Luis Fernando Astorga Matarrita, concejal propietario
- María de los Ángeles Aguerri Oloriz, concejal suplente
- Marco Vinicio Cordero Gene, concejal suplente

San Rafael
- Virginia Solano Montenegro, síndica
- Luis Paulino Rivera Castillo, síndico suplente
- Luis Diego Chaves Chang, concejal propietario
- Isaac David Mora Guevara, concejal suplente